# Global Association of International Sports Federations
Global Association of International Sports Federations, GAISF (anteriormente SportAccord, General Assembly of International Sports Federations) es la organización que agrupa a todas las federaciones deportivas internacionales (olímpicas y no olímpicas), así como organizadores de juegos multideportivos y asociaciones internacionales relacionadas con el deporte. GAISF es una organización internacional deportiva con 93 miembros de pleno derecho (federaciones deportivas internacionales que rigen los deportes específicos en todo el mundo) y 16 miembros asociados (organizaciones que realizan actividades estrechamente relacionadas con las federaciones deportivas internacionales)

## Misión y valores
SportAccord es la organización aglutinadora de federaciones internacionales de deportes olímpicos y no olímpicos, así como de organizadores de campeonatos deportivos internacionales y en este caso aporta su experiencia en, por ejemplo, las normas antidopaje. 
Mediante el establecimiento de juegos polideportivos que agrupan deportes similares, SportAccord tiene como objetivo promover a sus miembros.

## Definición de deporte
Ha desarrollado una definición de deporte para determinar si una federación solicitante califica como una federación deportiva internacional.
- El deporte propuesto debe incluir un elemento de competencia.
- El deporte no debe depender de ningún elemento de la suerte integrado específicamente en el deporte.
- El deporte no debe ser de riesgo para la salud y seguridad de los deportistas.
- El deporte no debe ser perjudicial para ningún ser viviente.
- El deporte no debe tener un único proveedor para su equipo.

Utiliza cinco categorías para los deportes, muchos de los cuales pertenecen a más de una categoría:
- Principalmente física (Fútbol, Atletismo, etc)
- Principalmente mente (Ajedrez, etc)
- Principalmente motorizados (Motonáutica, etc)
- Principalmente coordinación (Billar, etc)
- Principalmente apoyado en animales (Equitación, etc)